# Districte de Guijá
El Districte de Guijá és un districte de Moçambic, situat a la província de Gaza. Té una superfície 3.589 kilòmetres quadrats. En 2015 comptava amb una població de 76.308 habitants. Limita al nord amb el districte de Chigubo, a l'est amb el districte de Chibuto, al sud i sud-oest amb el districte de Chókwè i a l'oest amb el districte de Mabalane.

## Divisió administrativa
El districte està dividit en quatre postos administrativos (Caniçado, Chivonguene, Mubanguene e Nalazi), compostos per les següents localitats:
- Posto Administrativo de Caniçado:
  - Vila do Caniçado
- Posto Administrativo de Chivonguene:
  - Chibabel
  - Chivonguene
- Posto Administrativo de Mubanguene:
  - Mpelane
  - Mubanguene
  - Tomanine
- Posto Administrativo de Nalazi:
  - Mbala Vela
  - Nalazi-Sede